# 子どもアドボカシー
子どもアドボカシー（Child Advocacy、子どもの権利擁護）、もしくは児童養護とは、子どもの最善の利益について発言するさまざまな個人、専門家、擁護団体、またそれらの活動を指す。アドボカシーに従事する個人または組織は、通常、多くの分野で割愛または虐待される可能性のある子どもの権利を保護しようとする。

## 権利
詳細は、子どもの権利運動を参照のこと。

## 子供の擁護者が行うこと
子どもアドボカシーの活動（児童擁護活動）は通常、懸念や関心が聞かれていなかった子供たちを代表したり、声をかけたりする。児童の擁護は、ミクロレベル（1人の子供または数人の子供）、メゾレベル（子供たちのグループまたはコミュニティレベル）、またはマクロレベル（社会問題の影響を受ける子供たちのカテゴリー）で行うことができる。児童擁護活動家は、子供たちが危害を加えられるのを防ごうとし、すでに何らかの形で傷ついた人々のために正義を得ようとするかもしれない。児童擁護活動家は、教育、育児、適切な子育てなど、自分たちの生活に役立つリソースやサービスに子供がアクセスできるようにすることも求めている。栄養失調は違う形の害悪である。食事をせずに就寝する子供たちが多く、児童福祉や警察に見守られている。
別の形態の児童擁護は、政策レベルで行われ、政府の政策、さらには国境を越えた政策を変えることを目的としている。これらの支持者は、ロビー活動、政策調査、訴訟の提起、およびその他の種類の政策変更手法に従事している.。多くの人が、インターネットベースの手法を使用して意思決定者に影響を与えている。

## 子どもの擁護者を見いだせる場所
いくつかの国は、子どもの権利を促進し、保護する独立した公的機関として、国家、サブナショナルまたは地方レベルで、子供のオンブズマン機関を設立している。他の子どもの支持者は、学校、地域社会、家庭環境に存在し、個人のグループまたは政府レベルで子どもを保護し、育てている。ほとんどの状況では、母親、父親、家族、教師は皆、子供に代位して意見しているが、我々全員が子供を代表して提唱する能力と責任を持っているとよく認識されている。ウェールズでは、ウェールズ議会政府は、子供たちが支持者に直接話すことを可能にする国家擁護Meicヘルプラインを設立した。これらの独立した支持者は、子どもたちの懸念を支持し、表現している。
オンタリオ州を含む8つのカナダの州には、州内のすべての子供たちの利益と福祉を保護することが仕事である公式の子供の支持者がいる。司法制度の中で、子どもの権利の擁護は、子どもや若者の発達上のニーズに関心を持っており、法律と矛盾する若者のための正当なプロセス権を確保する上で重要な役割を果たすことができる。彼らは、子供や若者のための声を提供し、正当かつ人道的な親権条件を確保し、記録規定を取り巻くプライバシー権を守るのを助けることができる。彼らはまた、若者に割り当てられた特別な法的保護が尊厳と公正で提供されるように取り組むことができる。

## 児童擁護センター
児童擁護センター(CAC)は、法執行機関と児童保護サービスの調査官が、犯罪の被害者であり、子供と非犯罪の家族がメンタルヘルスと医療のための支援、危機介入および紹介を受ける子供たちに対して法医学的インタビューを行い、観察することができ、子供に優しく、安全で中立的な場所を提供する。チャイルドアドボカシーセンターモデルの主な目的は、すべての分野をまとめ、重複を最小限に抑えるためにより効率的に情報を共有することによって、子どもの犠牲者の外傷を減らすことである。CAは、法執行官、児童保護サービス要員、検察官、支持者、メンタルヘルスセラピスト、医療従事者で構成される学際的なチームを調整する。学際的なチームは定期的に会合を開き、児童虐待事件についてコミュニケーションとコラボレーションを行っている。事件は、捜査、治療、起訴を通じて被害者の最初の叫びから始まる。チーム内のコミュニケーションは、重複や間違いを減らし、被害者が隙間から落ちないようにする。
子供の法医学のインタビューは、子供が私的で安全で協力的な環境で何が起こったかについて声明を出す機会を与えられるプロセスである。子供は、特別に訓練された子供面接官によって、法的に健全で、発達上適切で、トラウマに基づいた方法で質問される。事件を管轄する学際的なチームのメンバーは、それが行われているようにインタビューを観察する。インタビューが記録され、子供のインタビューが必要な回数が減り、子供への外傷が減る。法医学のインタビューで収集された情報は、保護、起訴、治療に関する意思決定を支援するために使用される。児童擁護センターで児童犯罪被害者に対する法医学的インタビューを行うことはベストプラクティスと考えられています.。
児童擁護センターの歴史:1985年、当時地方検事だったロバート・E・バド・クラマー下院議員(AL)は、虐待を受けた子どもたちを支援するためのより良いシステムを作る取り組みを組織した。彼は、児童虐待事件を起訴し、子どもに対する犯罪の犯罪者に対する有罪判決や嘆願書を得るのが難しかったので、検察官として不満を感じていた。彼は社会奉仕と刑事司法制度が効果的に協力していないことを知り、これは子供たちの精神的苦痛を増すという共通の問題を生み出し、子供の犠牲者のためにセグメント化され、繰り返され、しばしば恐ろしい経験を作り出した。彼は法執行機関、刑事司法、児童保護サービス、医療および精神保健福祉士を、犯罪の児童被害者に敬意をもって奉仕する1つの協調チームにまとめました。30年前、これは革命的なアイデアだった。
米国の児童擁護センターは、全米児童同盟の認定を受けている。
米国のチャイルドアドボケイトは、性的虐待に対処するために他の何百もの組織やリソースに接続している非営利団体ですが、子供や家族のための他の多くのアドボケイトニーズもある。彼らの目標は、メンタルヘルス、医療、教育、法律、立法上の問題に取り組みながら、子供、家族、専門家のニーズに応える事である。
米国のチャイルドアドボケイトは、国家レベルと国家レベル、そして国家間NGOとして存在している。彼らが働いている組織は、地方レベルの小規模な組織から、国際的な子どもの権利を懸念する多国籍のボランティア組織までさまざまである。

## 日本における活動
令和4年（2022年）6月に成立した児童福祉法改正法において、児童虐待に関する一時保護を行う全ての場合で、内閣府令該当性に加え、一時保護の必要性があることが要件となり、一時保護の開始時の司法審査が導入され、令和7年（2025年）6月1日に施行となる。兵庫県弁護士会は、令和3年より兵庫県及び明石市の「子どもの意見表明支援員（子どものための代理人）制度」導入に協力し、一時保護の子どもを対象に、意見表明支援員として弁護士を派遣する取り組みを開始している。

## 国連
国際舞台では、国連は長い間、ユニセフを通じて子どもたちを代表して提唱してきたが、その子どもに関する立場は、子どもの権利条約で策定され、公表された。この条約は、集団的理想の要約と、地球上のすべての子供たちに対するコミットメントの契約を定めている。

## 哲学
すべての子供擁護者に共通していることの1つは、幼児に対する健康的な敬意である。 また、ほとんどの国で、子供は大人としての特定の権利と責任を与える完全な市民権のステータスを持っているとは見なされていないという認識もある。